# Front 242
Front 242 je belgická hudební skupina na poli elektronické hudby.

## Historie
Skupina byla založena v roce 1981, kdy Daniel B. a Dirk Bergen vydali první singl Principles s hitem „Body to Body“. V Roce 1982 se ke skupině přidal Patrick Codenys (klávesy) a Jean-Luc De Meyer (zpěv) a vydali další singl „U-Men“, po němž následuje první LP Geography. Toto hudební album je již obrazem studené syntetické taneční hudby, která se stala podpisem skupiny v následujících letech. V roce 1983 opustil skupinu Dirk Bergen a Richard 23 se k ní připojil jako jevištní umělec a zpěvák.
Celosvětový úspěch přišel v roce 1987 po vydání singlu „Interception“ a alb Back Catalogue a Official Version vydavateli Wax Trax (USA) a Red Rhino (Evropa). Toto album mělo rušnější zvukový obraz na rozdíl od minimalismu prvního studiového alba.
V roce 1988 vydává Front 242 přelomové album Front by Front, přičemž jeho zvuk přechází do logického extrému. Hit „Headhunter“ vyhrává cenu za video, které režíroval Anton Corbijn (dlouholetá spolupráce s Depeche Mode). „Front By Front“ je pro skupinu nejvíce tanečně orientované album s ukazatelem indexu / bpm grafu pro DJ pohodlí.
V roce 2010 skupina poprvé vystoupila na Slovensku, a to u příležitosti oslav 20. výročí od vzniku kapely The DARK Juraje Somolányiho , jenž společný koncert také uspořádal.

## Diskografie
- Geography (1982,1992)
- No Comment (1984,1992)
- Back Catalogue (1987,1992)
- Official Version (1987,1992)
- Front by Front (1988,1992)
- Tyranny (For You) (1991)
- Live Target (1992)
- 06:21:03:11 Up Evil (1993)
- 05:22:09:12 Off (1993)
- Live Code (1994)
- Mut@ge.Mix@ge (1995)
- Re-Boot: Live ’98 (1998)
- Pulse (2003)
- Geography (2004)
- Moments (2008)

## DVD
- Integration Eight X Ten (1991)
- Catch The Men (2005)